# Campeonato Italiano de Xadrez
O Campeonato Italiano de xadrez é a principal competição nacional de xadrez da Itália, sendo realizada pela Federazione Scacchistica Italiana (FSI)). O primeiro torneio oficial foi realizado em 1921 na cidade de Viareggio e teve como vencedor Davide Marotti.

## Torneios não-oficiais
| Ano  | Cidade    | Vencedor                   | Torneio                          |
| ---- | --------- | -------------------------- | -------------------------------- |
| 1875 | Roma      | Pietro Seni                | I Torneo Nazionale               |
| 1878 | Livorno   | Luigi Sprega               | II Torneo Nazionale              |
| 1881 | Milão     | Carlo Salvioli             | III Torneo Nazionale             |
| 1883 | Veneza    | Fermo Zannoni              | IV Torneo Nazionale              |
| 1886 | Roma      | Fermo Zannoni              | V Torneo Nazionale               |
| 1892 | Turin     | Vittorio Torre             | VI Torneo Nazionale              |
| 1900 | Roma      | Arturo Reggio              | I Torneo dell'USI                |
| 1901 | Veneza    | Arturo Reggio              | II Torneo dell'USI               |
| 1905 | Florença  | Arturo Reggio              | III Torneo dell'USI              |
| 1906 | Milão     | Giovanni Martinolich       | IV Torneo dell'USI               |
| 1911 | Roma      | Matteo Gladig              | V Torneo dell'USI                |
| 1912 | Viareggio | Alberto Batori             | 1°Torneo "L'Italia Scacchistica" |
| 1913 | Bologna   | Arturo Reggio              | 2°Torneo "L'Italia Scacchistica" |
| 1916 | Milão     | Arturo Reggio              | 1°Torneo Nazionale "Crespi"      |
| 1919 | Milão     | Stefano Rosselli del Turco | 2°Torneo Nazionale "Crespi"      |
| 1920 | Viareggio | Stefano Rosselli del Turco | 3°Torneo "L'Italia Scacchistica" |
| 1922 | Milão     | Stefano Rosselli del Turco | 3°Torneo Nazionale "Crespi"      |

## Tabela de vencedores oficial
| Ano     | Cidade                    | Vencedor                                                   |
| ------- | ------------------------- | ---------------------------------------------------------- |
| 1921    | Viareggio                 | Davide Marotti                                             |
| 1923    | Nápoles                   | Stefano Rosselli del Turco                                 |
| 1929    | Florença                  | Mario Monticelli                                           |
| 1931    | Milão                     | Stefano Rosselli del Turco                                 |
| 1934    | Milão                     | Mario Monticelli                                           |
| 1935    | Florença                  | Antonio Sacconi                                            |
| 1936    | Florença                  | Vincenzo Castaldi                                          |
| 1937    | Nápoles                   | Vincenzo Castaldi                                          |
| 1939    | Roma                      | Mario Monticelli                                           |
| 1943    | Florença                  | Vincenzo Nestler                                           |
| 1947    | Roma                      | Vincenzo Castaldi Cherubino Staldi                         |
| 1948    | Florença                  | Vincenzo Castaldi                                          |
| 1950    | Sorrento                  | Giorgio Porreca                                            |
| 1951    | Veneza                    | Enrico Paoli                                               |
| 1952    | Ferrara                   | Vincenzo Castaldi Alberto Mario Giustolisi Federico Norcia |
| 1953    | Florença                  | Vincenzo Castaldi                                          |
| 1954    | Triest                    | Vincenzo Nestler                                           |
| 1956    | Rovigo                    | Giorgio Porreca                                            |
| 1957    | Reggio Emilia             | Enrico Paoli                                               |
| 1959    | Rimini                    | Vincenzo Castaldi                                          |
| 1960    | Perugia                   | Guido Cappello                                             |
| 1961    | San Benedetto del Tronto  | Alberto Mario Giustolisi                                   |
| 1962    | Forte dei Marmi           | Stefano Tatai                                              |
| 1963    | Imperia                   | Ennio Contedini                                            |
| 1964    | Nápoles                   | Alberto Mario Giustolisi                                   |
| 1965    | Florença                  | Stefano Tatai                                              |
| 1966    | Rovigo                    | Alberto Mario Giustolisi                                   |
| 1967    | Savona                    | Stefano Tatai                                              |
| 1968    | Milão                     | Enrico Paoli                                               |
| 1969    | San Benedetto del Tronto  | Sergio Mariotti                                            |
| 1970    | Chioggia                  | Stefano Tatai                                              |
| 1971    | San Benedetto del Tronto  | Sergio Mariotti                                            |
| 1972    | Recoaro Terme             | Carlo Micheli                                              |
| 1973    | Sottomarina Lido          | Carlo Micheli                                              |
| 1974    | Castelvecchio Pascoli     | Stefano Tatai                                              |
| 1975    | Pesaro                    | Bela Toth                                                  |
| 1976    | Castelvecchio Pascoli     | Bela Toth                                                  |
| 1977    | Castelvecchio Pascoli     | Stefano Tatai                                              |
| 1979    | Veneza                    | Stefano Tatai                                              |
| 1980    | Agnano                    | Bela Toth                                                  |
| 1981    | Barcellona Pozzo di Gotto | Roberto Messa                                              |
| 1982    | Arco                      | Bela Toth                                                  |
| 1983    | Arco                      | Stefano Tatai                                              |
| 1984    | Arcidosso                 | Alvise Zichichi                                            |
| 1985    | Chianciano                | Stefano Tatai                                              |
| 1986    | Cesenatico                | Fernando Braga                                             |
| 1987    | Chianciano                | Mario Lanzani                                              |
| 1988    | Chianciano                | Fernando Braga                                             |
| 1989    | Chianciano                | Bruno Belotti                                              |
| 1990    | Chianciano                | Stefano Tatai                                              |
| 1991    | Chianciano                | Stefano Tatai                                              |
| 1992/93 | Reggio Emilia             | Michele Godena                                             |
| 1994    | Filettino                 | Michele Godena                                             |
| 1994/95 | Reggio Emilia             | Stefano Tatai                                              |
| 1995    | Verona                    | Michele Godena                                             |
| 1996    | Mantova                   | Bruno Belotti                                              |
| 1997/98 | Reggio Emilia             | Igor Efimov                                                |
| 1998    | Saint-Vincent             | Igor Efimov                                                |
| 1999    | Saint-Vincent             | Fabio Bellini                                              |
| 2000    | Saint-Vincent             | Ennio Arlandi                                              |
| 2001    | Montecatini               | Bruno Belotti                                              |
| 2002    | Montecatini               | Duilio Collutiis                                           |
| 2003    | Arvier                    | Spartaco Sarno                                             |
| 2004    | Montecatini               | Fabio Bruno                                                |
| 2005    | Cremona                   | Michele Godena                                             |
| 2006    | Cremona                   | Michele Godena                                             |
| 2007    | Martina Franca            | Fabiano Caruana                                            |
| 2008    | Martina Franca            | Fabiano Caruana                                            |
| 2009    | Sarre                     | Lexy Ortega                                                |
| 2010    | Siena                     | Fabiano Caruana                                            |
| 2011    | Perugia                   | Fabiano Caruana                                            |
| 2012    | Torino                    | Alberto David                                              |
| 2013    | Roma                      | Danyyil Dvimyy                                             |
| 2014    | Boscotrecase              | Axel Rombaldoni                                            |
| 2015    | Milano                    | Danyyil Dvimyy                                             |
| 2016    | Roma                      | Alberto David                                              |
| 2017    | Cosenza                   | Luca Moroni                                                |
| 2018    | Salerno                   | Lorenzo Lodici                                             |
| 2019    | Padova                    | Alberto David                                              |
| 2020    | On line                   | Alessio Valsecchi                                          |
| 2021    | Chianciano Terme          | Pier Luigi Basso                                           |
| 2022    | Cagliari                  | Luca Moroni                                                |
| 2023    | Brescia                   | Luca Moroni                                                |

| #  | Ano  | Cidade            | Vencedora           |
| -- | ---- | ----------------- | ------------------- |
| 1  | 1938 | Milão             | Clarice Benini      |
| 2  | 1939 | Roma              | Clarice Benini      |
| 3  | 1973 | Coloretta di Zeri | Rita Gramignani     |
| 4  | 1974 | Coloretta di Zeri | Barbara Pernici     |
| 5  | 1975 | Valenza Po        | Rita Gramignani     |
| 6  | 1976 | Bari              | Rita Gramignani     |
| 7  | 1977 | Cattolica         | Barbara Pernici     |
| 8  | 1978 | Latina            | Barbara Pernici     |
| 9  | 1979 | Bratto            | Barbara Pernici     |
| 10 | 1980 | Latina            | Rita Gramignani     |
| 11 | 1981 | Amelia            | Barbara Pernici     |
| 12 | 1983 | Turim             | Rita Gramignani     |
| 13 | 1985 | Milão             | Gisella Facchini    |
| 14 | 1987 | Aosta             | Rita Gramignani     |
| 15 | 1988 | Aosta             | Ada Paizis          |
| 16 | 1989 | Aosta             | Rita Gramignani     |
| 17 | 1990 | Aosta             | Giuliana Fittante   |
| 18 | 1991 | Gorgonzola        | Rita Gramignani     |
| 19 | 1992 | Formia            | Rita Gramignani     |
| 20 | 1993 | Formia            | Giusy Parrino       |
| 21 | 1994 | Formia            | Alessandra Riegler  |
| 22 | 1995 | Formia            | Alessandra Riegler  |
| 23 | 1996 | Mantova           | Alessandra Riegler  |
| 24 | 1997 | Porto San Giorgio | Veronika Goi        |
| 25 | 1998 | Cesenatico        | Alessandra Riegler  |
| 26 | 1999 | Porto San Giorgio | Sonia Sirletti      |
| 27 | 2000 | Imperia           | Giuliana Fittante   |
| 28 | 2001 | Imperia           | Alba Decataldo      |
| 29 | 2002 | Bratto            | Laura Costantini    |
| 30 | 2003 | Bratto            | Maria De Rosa       |
| 31 | 2004 | Bratto            | Maria Santurbano    |
| 32 | 2005 | Bratto            | Eleonora Ambrosi    |
| 33 | 2006 | Bratto            | Roberta Brunello    |
| 34 | 2007 | Fiuggi            | Fiammetta Panella   |
| 35 | 2008 | Bratto            | Marina Brunello     |
| 36 | 2009 | Bratto            | Marianna Chierici   |
| 37 | 2010 | Bratto            | Maria De Rosa       |
| 38 | 2011 | Montecatini Terme | Roberta Messina     |
| 39 | 2012 | Acqui Terme       | Tea Gueci           |
| 40 | 2013 | Porto San Giorgio | Mariagrazia de Rosa |
| 41 | 2014 | Fano              | Alessia Santeramo   |
| 42 | 2015 | Giovinazzo        | Daniela Movileano   |
| 43 | 2016 | Perugia           | Daniela Movileano   |
| 44 | 2017 | Cosenza           | Olga Zimina         |
| 45 | 2018 | Salerno           | Marina Brunello     |
| 46 | 2019 | Padova            | Elena Sedina        |
| 47 | 2020 | On line           | Olga Zimina         |
| 48 | 2021 | Chianciano Terme  | Elena Sedina        |
| 49 | 2022 | Cagliari          | Olga Zimina         |
| 50 | 2023 | Brescia           | Olga Zimina         |

## Campeões italianos de xadrez por correspondência
1. Mario Napolitano (1939-1941)
2. Mario Napolitano (1942-1947)
3. Domenico Postpischl (1949-1951)
4. Lucio del Vecchio (1951-1952)
5. Lucio del Vecchio (1952-1953)
6. Fernando Castiglioni (1953-1954)
7. Angelo Guisti (1953-1955)
8. Vincenzo Castaldi (1955-1956)
9. Giorgio Porreca (1956-1957)
10. Edoino Busetto (1957-1958)
11. Luciano Lilloni (1958-1959)
12. Luciano Lilloni (1959-1960)
13. Geremia Lodi (1960-1961)
14. Sergio Bianchi (1961-1962)
15. Dante Pasqua (1962-1963)
16. Florentino Palmiotto (1963-1964)
17. Roberto Primavera (1964-1965)
18. Giorgio Porreca (1965-1966)
19. Giorgio Porreca (1966-1968)
20. Giorgio Porreca (1968-1970)
21. Giorgio Porreca (1969-1971)
22. Giorgio Porreca (1970-1972)
23. Giorgio Porreca (1971-1973)
24. Claudio Cangiotti (1972-1974)
25. Giorgio Baiocchi (1973-1975)
26. Renato Adinolfi (1974-1976)
27. Fabio Finocchiaro (1975-1977)
28. Paolo Bassoli (1976-1978)
29. Fabio Finocchiaro (1977-1979)
30. Mauro Berni (1978-1980)
31. Valerio Conti (1979-1981)
32. Mario Damele (1981-1983)
33. Maurizio Tirabassi (1982-1984)
34. Marco Venturino (1984-1986)
35. Maurizio Tirabassi (1985-1987)
36. Domenico Valeriani (1986-1988)
37. Giampiero David (1987-1989)
38. Samuele Tullio Pizzuto (1988-1990)
39. Vittorio Piccardo (1989-1991)
40. Giampiero David (1990-1992)
41. Angelo Peluso (1991-1993)
42. Adolfo Sonzogno (1992-1994)
43. Alebrto Colombo (1993-1995)
44. Michele Petrillo (1994-1996)
45. Giampetro Calzolari (1995-1997)
46. Giorgio Luigi Grasso (1996-1998)
47. Michelle Petrillo (1997-1999)
48. Elio Vassia (1998-2000)
49. Giampetro Calzolari (1999-2001)
50. Gianfranco Massetti (2000-2002)
51. Enrico Borroni (2000-2002)
52. Stefano Moncher (2002-2004)
53. Riccardo Marini (2003-2006)  [3]
54. Eros Riccio (2004-2006)  [4]
55. Alberto Dosi (2005-2007)  [5]
56. Francesco de Filippis (2006-2008)  [6]
57. Eros Riccio (2007-2009) [7]
58. Mauro Petrolo (2008-2010)  [8]
59. Mauro Petrolo (2009-2011)  [9]
60. Mauro Petrolo (2010-2013)  [10]
61. Eros Riccio (2011-2013)  [11]
62. Gianluca Cremasco (2012-2013)  [12]
63. Dino Secchi (2013-2014)  [13]
64. Giorgio Baiocchi (2014-2015)  [14]
65. Tiziano Mosconi (2015-2017)  [15]
66. Tiziano Mosconi (2016-2017)  [16]
67. Tiziano Mosconi (2017-2019)  [17]
68. Gaetano Laghetti (2018-2020)  [18]
69. Florian Gatterer (2019-2020)  [19]
70. Florian Gatterer (2020-2022)  [20]
71. Sandro Niecchi (2021-2022)  [21]
72. Salvatore Giannetto (2022-2023)  [22]
73. Massimiliano Massimini (2023-2024)  [23]